# Fuerte Focardo

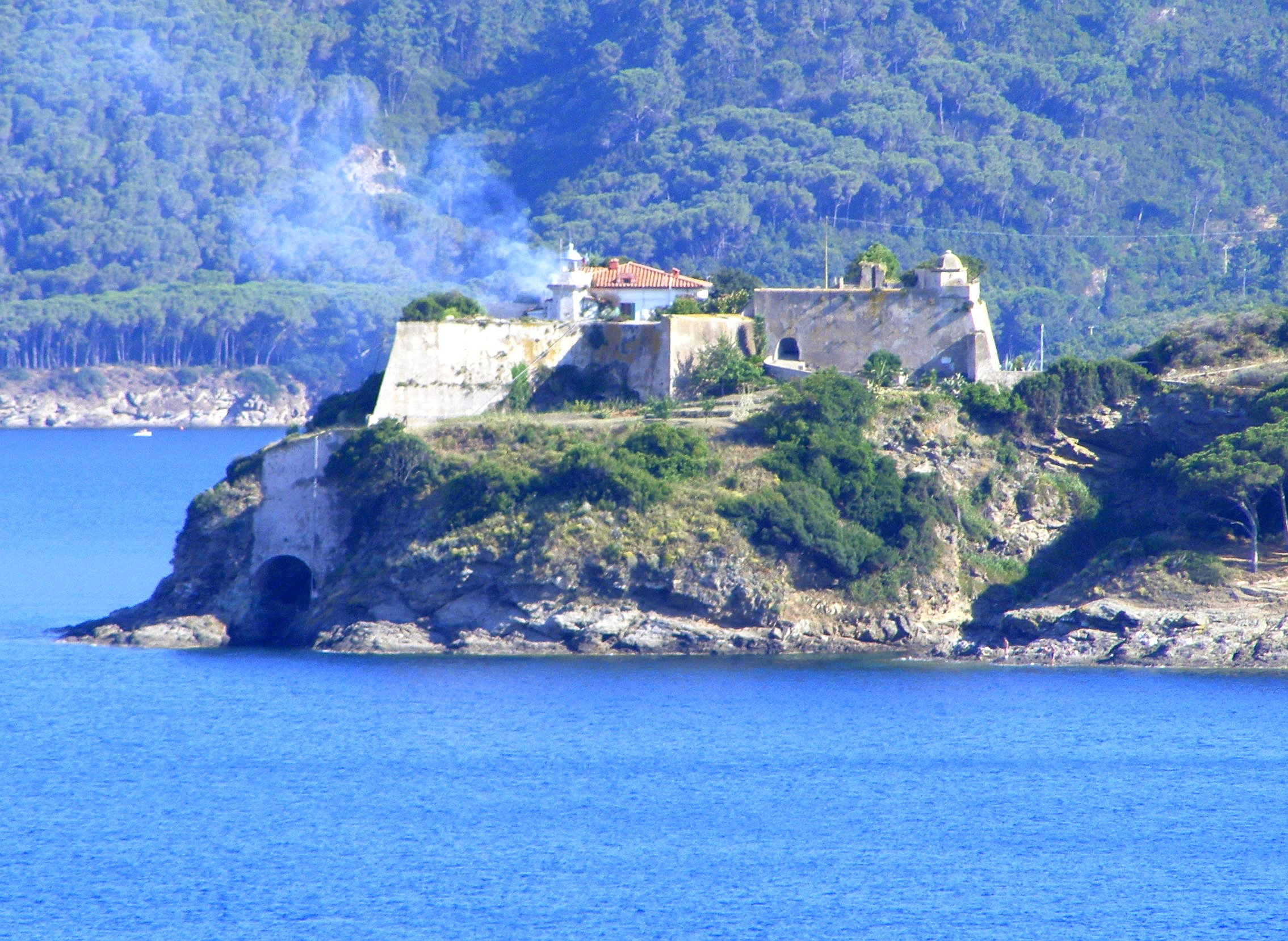
Fuerte Focardo

El Fuerte Focardo (en italiano: Forte Focardo, viniendo Focardo de Fajardo) es una fortificación costera, construida por los españoles, situada en la isla de Elba, en el municipio de Capoliveri (provincia de Livorno, Toscana)· Se encuentra al sur de la entrada al puerto de Porto Azzurro (Porto Longone, hasta 1947), frente al Canal de Piombino y Forte Longone.

## Historia
La fortificación fue construida en el siglo XVII, concretamente en 1678, por el gobernador español Don Fernando Joaquín Fajardo de Zúñiga y Requesens (en Toscana conocido como Ferdinando Joaquim Focardo de Roquentes y Zuñiga) para reforzar el sistema defensivo del Estado de los Presidios, cuyo territorio también abarcaba buena parte de la costa oriental de la isla de Elba. La construcción debió terminar en torno al 1678-80 y en el interior se colocó una lápida de mármol con la siguiente inscripción:

“Anno 1678: Regnando la magnificenza dell’invitto Carlo II Re degli Spagnoli, Fernando Gioacchino Foscardo da Roquenes e Zuniga, Marchese e Viceré e Capitano Generale del Regno di Napoli, ordinò di incominciare e di portare a termine questo forte, essendo Governatore della Piazza di Longone, per Sua Maestà, il Maestro di Campo Don Ivan Manuel de Campo de Bajo e lo disegnò il Maggiore Alejandro Piston, ingegnere dei Presidi di Toscana per Sua Magnificenza”.

(Año 1678: Durante el reinado de la magnificencia del invicto Carlos II rey de los españoles, Fernando Gioacchino Foscardo da Roquenes y Zúñiga, marqués y virrey y capitán general del Reino de Nápoles, mandó construir y acabar este fuerte, siendo Gobernador de la Piazza di Longone, para Su Majestad, el Maestre de Campo Don Iván Manuel de Campo de Bajo y fue diseñado por el Mayor Alejandro Pistón, ingeniero de los Presidios de Toscana para Su Majestad”.)
La fortificación continuó cumpliendo sus funciones de observación y defensa hasta el siglo XIX, cuando se decidió el desmantelamiento gradual de la estructura militar.
El fuerte podía albergar unos cincuenta soldados y fue puesto a prueba por el fuego en 1708, cuando los imperiales intentaron ocuparlo, pero fueron superados por los franco-españoles que habían abandonado Longone y tuvieron que retirarse a Capoliveri.

## Descripción
El Fuerte Focardo es una fortificación costera, ubicada en una posición dominante y estratégica sobre un promontorio a lo largo del litoral. Su planta cuadrangular estrellada se ve reforzada por cuatro bastiones esquineros y dos más pequeños que sobresalen, uno al norte y otro al este; su aspecto general se aprecia bien desde arriba. Sus dimensiones son de cerca de cuarenta metros en el interior, y de norte a oeste cerca de cincuenta metros de norte a oeste.
Todo el complejo se caracteriza por la presencia de potentes bases de escarpe que se adaptan a la orografía del promontorio sobre el que se asienta; las estructuras de las murallas exteriores están revestidas de piedra en la base del lado norte. Alrededor de las murallas exteriores, en el lado de tierra, se desarrollaron originalmente fosos que garantizaban mayor seguridad para la fortificación costera en caso de ataques terrestres y marítimos. Dentro del complejo se encuentran algunos edificios que antiguamente albergaban el polvorín y los cuarteles de la guarnición. 
Hoy en día, alberga el faro de Cabo Focardo de la Marina Militar, compuesto por una torre octogonal de piedra caliza rosa, y los cuarteles del personal de la Armada.